# Robyn Lawley
Robyn Lawley (13 de junio de 1989) es una modelo australiana.

## Primeros años y familia
Robyn es la hija de Chris y Janne Lawley; tiene dos hermanas mayores, Shona y Jennifer. Robyn asistió al Macarthur Girls High School. Robyn acudió a una entrevista a los 15 años y a pesar de que ellos querían contratarla, ella no se sentía lista. Después de un año decidió comenzar, firmando con Bella model management, a los 18 años.

## Carrera

### Modelaje
La primera sesión de fotos de Lawley fue para Dolly in 2006. Ha aparecido en la portada de Elle, Marie Claire (Francia, Australia) y Cosmopolitan. En junio de 2011, figuró en la portada de Vogue Italia junto a Tara Lynn y Candice Huffine. Además, apareció en la portada de marzo de 2012 de Madison. También ha aparecido en editoriales de Dazed & Confused, Glamour, Marie Claire Hungría y la edición británica y croata de Elle.
Ha desfilado para Peter Morrissey y Elena Miro como también para OneStopPlus.
Ha aparecido en las marcas de tallas grandes Evans, Lane Bryant, Marina Rinaldi y Persona Collezioni. Ha modelado para H & M y Mango.
Apareció en una campaña de Sculptresse. También apareció en campañas de Ralph Lauren, volviéndose la primera modelo de tallas grandes en hacerlo. Apareció en la campaña de Lane Bryant.
Ha anunciado campañas de Calezdonia como la de verano 2012 fotografiada por Raphael Mazzucco y Boux Avenue. Ha aparecido en campañas de Chantelle, junto a Maryna Linchuk. Su primera campaña fue para Face Time para Barneys New York Navidad 2013, fotografiada por Ben Hassett.
Fue fotografiada por Kenneth Willardt para una exhibición de arte, La Talla Importa. Fue también fotografiada desnuda, junto a animales como conejos y pulpos.
A principios de 2015, se convirtió en la "Novata" de Sports Illustrated, la primera modelo de tallas grandes en una edición de Swimsuit Issue.

### Diseño
La línea de ropa de baño diseñada por Lawley junto a Bond-Eye Swimwear, fue lanzada en 2013.

### Fotografía
Lawley fotografió a Tara Lynn para la cuarta edición de la revista Galore. Las fotografías de Lawley de Leah Kelley en su línea de ropas de baño se volvió viral en las redes sociales.

### Cocina
El éxito de su blog de cocina, "Robyn Lawley Eats" la llevó a recibir un contrato con Random House con recetas y consejos sobre restaurantes en el mundo. Sus recetas han figurado en la televisión australiana y en Good Morning America.

### Literatura
Lawley ha escrito dos artículos sobre el cuerpo para The Daily Beast. Su primer artículo, en septiembre de 2012 respondió a los medios sobre la subida de peso de Lady Gaga. El segundo artículo, en octubre de 2013, habló de la moda de thigh gap.
En 2014, escribió un artículo para Mail Online, sobre la posición del gobierno australiano ante las energías renovables.

## Vida personal
Lawley y su pareja Everest Schmidt, un abogado y exbaloncestista, son los padres de una niña llamada Ripley, nacida el 26 de febrero de 2015.